# Ormelignende kæde
Den ormelignende kæde (engelsk: worm-like chain (WLC)) er en matematisk model, der beskriver en relativt stiv polymers konformationer.

## Modellen
I modellen beskrives en polymer som en linje, hvor hvert punkt {\displaystyle s} langs polymeren har en position i rummet samt en tangentiel vektor {\displaystyle {\vec {t}}(s)}, der angiver linjens orientering i det punkt. I et andet punkt {\displaystyle u} har linjen også en orientering {\displaystyle {\vec {t}}(u)}; da polymeren er stiv, vil orienteringerne være stort set ens, hvis {\displaystyle u} er tæt på {\displaystyle s}, mens orienteringerne er fuldstændigt ukorrelerede, hvis {\displaystyle u} er langt på {\displaystyle s}. For et gennemsnit af alle mulige konformationer vil prikproduktet mellem de to tangentielle vektorer altså være henholdsvis 1 og 0:
{\displaystyle \langle {\vec {t}}(s)\cdot {\vec {t}}(u)\rangle =\left\{{\begin{matrix}1&{\mbox{for }}|u-s|=0\\0&{\mbox{       for }}|u-s|\rightarrow \infty \end{matrix}}\right.}
Dette er korrelationsfunktionen, og det antages, at faldet fra 1 til 0 er eksponentielt:
{\displaystyle \langle {\vec {t}}(s)\cdot {\vec {t}}(u)\rangle =\mathrm {e} ^{-{\frac {|u-s|}{l_{\mathrm {p} }}}}}
hvor {\displaystyle l_{\mathrm {p} }} er persistenslængden, der er den karakteristiske afstand for korrelationen mellem to punkter i polymeren. Det ses, at stivere polymere har større persistenslængder.
Den samlede vektor {\displaystyle {\vec {R}}} fra den ene ende af polymeren til den anden er blot givet ved integralet langs hele polymerens kædelængde {\displaystyle L}:
{\displaystyle {\vec {R}}=\int _{0}^{L}{\vec {t}}(s)\mathrm {d} s}
Fordi den samlede polymer kan være orienteret i en hvilken som helst retning, er gennemsnittet af {\displaystyle {\vec {R}}} lig med nul. For at finde et mål for polymerens udstrækning benyttes i stedet den gennemsnitlige kvadrerede værdi, da den ikke kan være negativ:
{\displaystyle \langle {\vec {R}}^{2}\rangle =\left\langle \left(\int _{0}^{L}{\vec {t}}(s)\mathrm {d} s\right)\cdot \left(\int _{0}^{L}{\vec {t}}(u)\mathrm {d} u\right)\right\rangle =\left\langle \int _{0}^{L}\int _{0}^{L}{\vec {t}}(s)\cdot {\vec {t}}(u)\mathrm {d} s\mathrm {d} u\right\rangle =\int _{0}^{L}\int _{0}^{L}\langle {\vec {t}}(s)\cdot {\vec {t}}(u)\rangle \mathrm {d} s\mathrm {d} u=\int _{0}^{L}\int _{0}^{L}\mathrm {e} ^{-{\frac {|u-s|}{l_{\mathrm {p} }}}}\mathrm {d} s\mathrm {d} u}
Pga. den absolutte værdi kan integralerne skrives som
{\displaystyle \langle {\vec {R}}^{2}\rangle =2\int _{0}^{L}\int _{u}^{L}\mathrm {e} ^{-{\frac {|u-s|}{l_{\mathrm {p} }}}}\mathrm {d} s\mathrm {d} u=2\int _{0}^{L}\int _{0}^{L-u}\mathrm {e} ^{-{\frac {x}{l_{\mathrm {p} }}}}\mathrm {d} x\mathrm {d} u}
hvilket giver:
{\displaystyle \langle {\vec {R}}^{2}\rangle =2\int _{0}^{L}\left[-l_{\mathrm {p} }\mathrm {e} ^{-{\frac {x}{l_{\mathrm {p} }}}}\right]_{0}^{L-u}\mathrm {d} u=2l_{\mathrm {p} }\int _{0}^{L}\left(1-\mathrm {e} ^{-{\frac {L}{l_{\mathrm {p} }}}}\mathrm {e} ^{\frac {u}{l_{\mathrm {p} }}}\right)\mathrm {d} u=2l_{\mathrm {p} }\left(L-l_{\mathrm {p} }\mathrm {e} ^{-{\frac {L}{l_{\mathrm {p} }}}}\left(\mathrm {e} ^{\frac {L}{l_{\mathrm {p} }}}-1\right)\right)=2l_{\mathrm {p} }L\left(1-{\frac {l_{\mathrm {p} }}{L}}\left(1-\mathrm {e} ^{-{\frac {L}{l_{\mathrm {p} }}}}\right)\right)}
Hvis kædelængden er meget større end persistenslængden, reducerer udtrykket til:
{\displaystyle \langle {\vec {R}}^{2}\rangle =2l_{\mathrm {p} }L}
hvilket vil sige, at root-mean-square-længden er:
{\displaystyle {\sqrt {\langle {\vec {R}}^{2}\rangle }}={\sqrt {2l_{\mathrm {p} }L}}}
Det ses, at polymerens udstrækning vokser med kvadratroden af kædelængden. Dvs at lange polymerer har tendens til at krølle sig sammen; denne tilstand kaldes for en polymer coil. Det ses desuden, at skaleringsloven minder om den ideelle kæde
{\displaystyle {\sqrt {\langle {\vec {R}}^{2}\rangle }}={\sqrt {aL}}}
hvor {\displaystyle a} er længden af hvert enkelt led i den ideelle kæde. Ved sammenligning ses det, at den ormelignende kæde har samme størrelse som den ideelle kæde, hvis
{\displaystyle a=2l_{\mathrm {p} }}
Denne længde kaldes for Kuhn-længden, og for den ormelignende kæde er Kuhn-længden altså lig med den dobbelte persistenslængde.
Tilsvarende er gyrationsradiussen {\displaystyle R_{\mathrm {G} }} derfor givet ved:
{\displaystyle R_{\mathrm {G} }={\sqrt {\frac {aL}{6}}}={\sqrt {\frac {l_{\mathrm {p} }L}{3}}}}
Den gennemsnitlige afstand til massemidtpunktet stiger altså også med kvadratroden af kædelængden.